# Synagelides
Synagelides Strand, 1906 è un genere di ragni appartenente alla famiglia Salticidae.

## Distribuzione
Le 35 specie oggi note di questo genere sono diffuse prevalentemente in Asia: ben 9 sono endemiche del Nepal e 12 della Cina.

## Tassonomia
Questo genere è considerato un sinonimo anteriore di Tagoria Schenkel, 1963 a seguito di un lavoro sulla specie tipo Tagoria cavalierei dell'aracnologo Bohdanowicz del 1979. Per approfondimenti sulla tassonomia degli esemplari maschi reperiti in India è un punto di riferimento un lavoro di Prószynski del 1992.
Secondo alcuni autori (Zabka e altri) questo genere e Pseudosynagelides Zabka, 1991, andrebbero classificati insieme ad Agorius nella sottofamiglia Agoriinae Simon, 1901.
A giugno 2011, si compone di 35 specie:
- Synagelides agoriformis Strand, 1906[2] — Russia, Cina, Corea, Giappone
- Synagelides annae Bohdanowicz, 1979 — Cina, Giappone
- Synagelides bagmaticus Logunov & Hereward, 2006 — Nepal
- Synagelides birmanicus Bohdanowicz, 1987 — Birmania
- Synagelides cavaleriei (Schenkel, 1963) — Cina
- Synagelides darjeelingus Logunov & Hereward, 2006 — India
- Synagelides doisuthep Logunov & Hereward, 2006 — Thailandia
- Synagelides gambosus Xie & Yin, 1990 — Cina
- Synagelides gosainkundicus Bohdanowicz, 1987 — Nepal
- Synagelides hamatus Zhu et al., 2005 — Cina
- Synagelides huangsangensis Peng et al., 1998 — Cina
- Synagelides hubeiensis Peng & Li, 2008 — Cina
- Synagelides kosi Logunov & Hereward, 2006 — Nepal
- Synagelides kualaensis Logunov & Hereward, 2006 — Malesia
- Synagelides lehtineni Logunov & Hereward, 2006 — India
- Synagelides longus Song & Chai, 1992 — Cina
- Synagelides lushanensis Xie & Yin, 1990 — Cina
- Synagelides martensi Bohdanowicz, 1987 — India, Nepal
- Synagelides nepalensis Bohdanowicz, 1987 — Nepal
- Synagelides nishikawai Bohdanowicz, 1979 — Nepal
- Synagelides oleksiaki Bohdanowicz, 1987 — Nepal
- Synagelides palpalis Zabka, 1985 — Cina, Vietnam
- Synagelides palpaloides Peng, Tso & Li, 2002 — Taiwan
- Synagelides sumatranus Logunov & Hereward, 2006 — Sumatra
- Synagelides tianmu Song, 1990 — Cina
- Synagelides tukchensis Bohdanowicz, 1987 — Nepal
- Synagelides ullerensis Bohdanowicz, 1987 — Nepal
- Synagelides walesai Bohdanowicz, 1987 — Nepal
- Synagelides wangdicus Bohdanowicz, 1978 — Bhutan
- Synagelides wuermlii Bohdanowicz, 1978 — Bhutan
- Synagelides yunnan Song & Zhu, 1998 — Cina
- Synagelides zebrus Peng & Li, 2008 — Cina
- Synagelides zhaoi Peng, Li & Chen, 2003 — Cina
- Synagelides zhilcovae Prószynski, 1979 — Russia, Cina, Corea
- Synagelides zonatus Peng & Li, 2008 — Cina